# Platycraniellus elegans
Platycraniellus elegans è un terapside estinto, appartenente ai cinodonti. Visse nel Triassico inferiore (Induano - Olenekiano, circa 251 - 249 milioni di anni fa) e i suoi resti fossili sono stati ritrovati in Sudafrica.

## Descrizione
Questo animale era di piccole dimensioni, e il cranio non raggiungeva i 10 centimetri. Il cranio era piuttosto simile a quello di Galesaurus e Thrinaxodon, ma era dotato di caratteristiche molto particolari. Il cranio era dotato di un muso molto corto, di orbite grandi e di arcate temporali estremamente larghe. Il palato secondario osseo era completo e si estendeva di fino al penultimo postcanino. Le corone dei denti postcanini anteriori superiori erano alte e corte mesiodistalmente, con una cuspide principale e una piccola cuspide posteriore sulla base della corona. Erano presenti quattro incisivi, un canino e probabilmente dieci postcanini.

## Classificazione
Platycraniellus è un rappresentante dei cinodonti, il grande gruppo di terapsidi che comprende anche i mammiferi. In particolare, analisi cladistiche indicano che Platycraniellus era alla base del clade Eucynodontia, in una posizione più derivata rispetto a Galesaurus e Thrinaxodon (Abdala, 2007). 
Platycraniellus elegans venne originariamente descritto con il nome di Platycranion elegans da van Hoepen nel 1916, sulla base di un fossile rinvenuto nella zona di Harrismith Commonage nello Stato Libero dell'Orange, in Sudafrica, in terreni risalenti al Triassico inferiore (Lystrosaurus Zone). In un secondo contributo del 1917, van Hoepen ribattezzò la specie Platycraniellus elegans perché il nome Platycranium era già stato utilizzato per descrivere un altro animale. Successive classificazioni hanno attribuito questa specie alla famiglia Galesauridae, fino alla ridescrizione del 2007. 